# Fiat 6640
Il Fiat 6640 è un veicolo anfibio prodotto dalla Fiat Veicoli Industriali dal 1952, in seguito fabbricato dalla Iveco Defence Vehicles dopo la riorganizzazione del gruppo torinese.
Venne ed è tuttora adoperato in gran parte da enti di pubblica sicurezza, come i Vigili del Fuoco e la Protezione Civile. Nato per garantire sicurezza, efficienza e resistenza sui tipi di terreno più accidentati ai soldati italiani, col tempo divenne un veicolo rivolto fondamentalmente a gruppi paramilitari e civili. Solo alcuni esemplari sono stati forniti all'Esercito Italiano.

## Storia
Negli anni cinquanta è stato presentato il primo modello, il 6640 A.
L'apparenza esterna è quella di una barca con le ruote, ed è noto per i numerosi interventi in caso di calamità naturali. La struttura è progettata per consentire facili manovre in modo tempestivo ed efficace, in situazioni che mettono a disposizione poco tempo. Il materiale di costruzione è l'alluminio saldato che ricopre interamente la superficie del veicolo e ha uno spessore massimo di 4 mm. La parte anteriore è dedicata esclusivamente al motore, azionato con 5 marce manuali. Il centro è riservato alla zona passeggeri e per consentire al mezzo di muoversi l'autista deve provvedere a spostare un "timone"che direziona le ruote. La parte posteriore è dedicata al trasporto di carico vario.
Nel 1980 viene presentata la versione più recente, la 6640 G, con un motore da 5.499 cm³ e 195 hp che gli consente una velocità in acqua di 11 nodi e di superare i 100 km/h su strada. Dotata di una chiusura ermetica e di un impianto di riscaldamento interno, si differenzia dal primo modello per il fatto che sott'acqua utilizza un idrogetto anziché un'elica.
Tra gli accessori classici vi è un verricello con portata utile di 4.500 kg mentre la portata utile di carico è invece di circa 2.140 kg.